# 鹿島市浜中町八本木宿
鹿島市浜中町八本木宿（かしましはまなかまちはちほんぎしゅく）は、佐賀県鹿島市にある重要伝統的建造物群保存地区。鹿島市浜町の一部、約6.7haの範囲である。

## 概要
鹿島市浜中町八本木宿は、多良海道の宿場町であった肥前浜宿の一部であり、佐賀県鹿島市浜町を流れる浜川の左岸に形成されている。
近世の宿場町から、江戸時代中期頃から盛んになった酒などの醸造業を中心に発展した。街の中央を通る多良海道を中心として、両側に防火構造の居蔵造や桟瓦葺真壁造の町家、土蔵造の酒蔵、武家住宅、洋風建築などの近世後期から昭和に至るまでの様々な時代の多様な建築が連なっている。現在も富久千代酒造、光武酒造場、峰松酒造場の3つの酒蔵が製造を続けており、通称「酒蔵通り」と呼ばれ、白壁の建物が美しく保存されている。春には、酒蔵ツーリズムというイベントが開催されている。
2006年7月5日、浜川の対岸にあり同じく肥前浜宿の一部である鹿島市浜庄津町浜金屋町とともに重要伝統的建造物群保存地区に選定された。

## 重要伝統的建造物群保存地区データ
地区名称：鹿島市浜中町八本木宿
種別：醸造町
選定年月日：2006年7月5日
選定基準：（1）伝統的建造物群が全体として意匠的に優秀なもの
面積：6.7ha

## 主な建造物・施設
- 富久千代酒造
- 光武酒造場
- 峰松酒造場（肥前屋）
- 山口醤油醸造場
- 飯盛酒造
- 呉竹酒造
- 中島酒造場
- 継場
- 旧乗田家住宅 -くど造りの茅葺屋根
- 旧魚市場
- 知恩寺

## アクセス
- JR九州長崎本線肥前浜駅下車、徒歩約10分

## 周辺情報
- 鹿島市浜庄津町浜金屋町 - 肥前浜宿の一部。重要伝統的建造物群保存地区に選定されている。
- 祐徳稲荷神社
- 蓮厳院
- 泰智寺
- 臥竜ヶ岡公園
- 塩田津の町並み - 隣市にある重要伝統的建造物群保存地区。多良海道の起点。